# Čchao-jang (Peking)
Obvod Čchao-jang (čínsky v českém přepisu Čchao-jang čchü, pchin-jinem Cháoyáng Qū, znaky zjednodušené 朝阳区, tradiční 朝陽區) je jeden z městských obvodů v Pekingu, hlavním městě Čínské lidové republiky. Přímo sousedí s východní částí pekingského historického centra, Tung-čchengem. Má rozlohu 475 čtverečních kilometrů a v roce 2005 zde žilo přes tři a půl miliónu lidí.
Ve čtvrti má sídlo řada organizací, například čínské ministerstvo zahraničí a ministerstvo kultury. Je zde také většina zahraničních velvyslanectví nebo například Pekingský národní stadion. Správně pod Čchao-jang patří také Pekingské mezinárodní letiště, které leží v enklávě ve venkovském obvodě Šun-i.